# Twenty-five Year Award

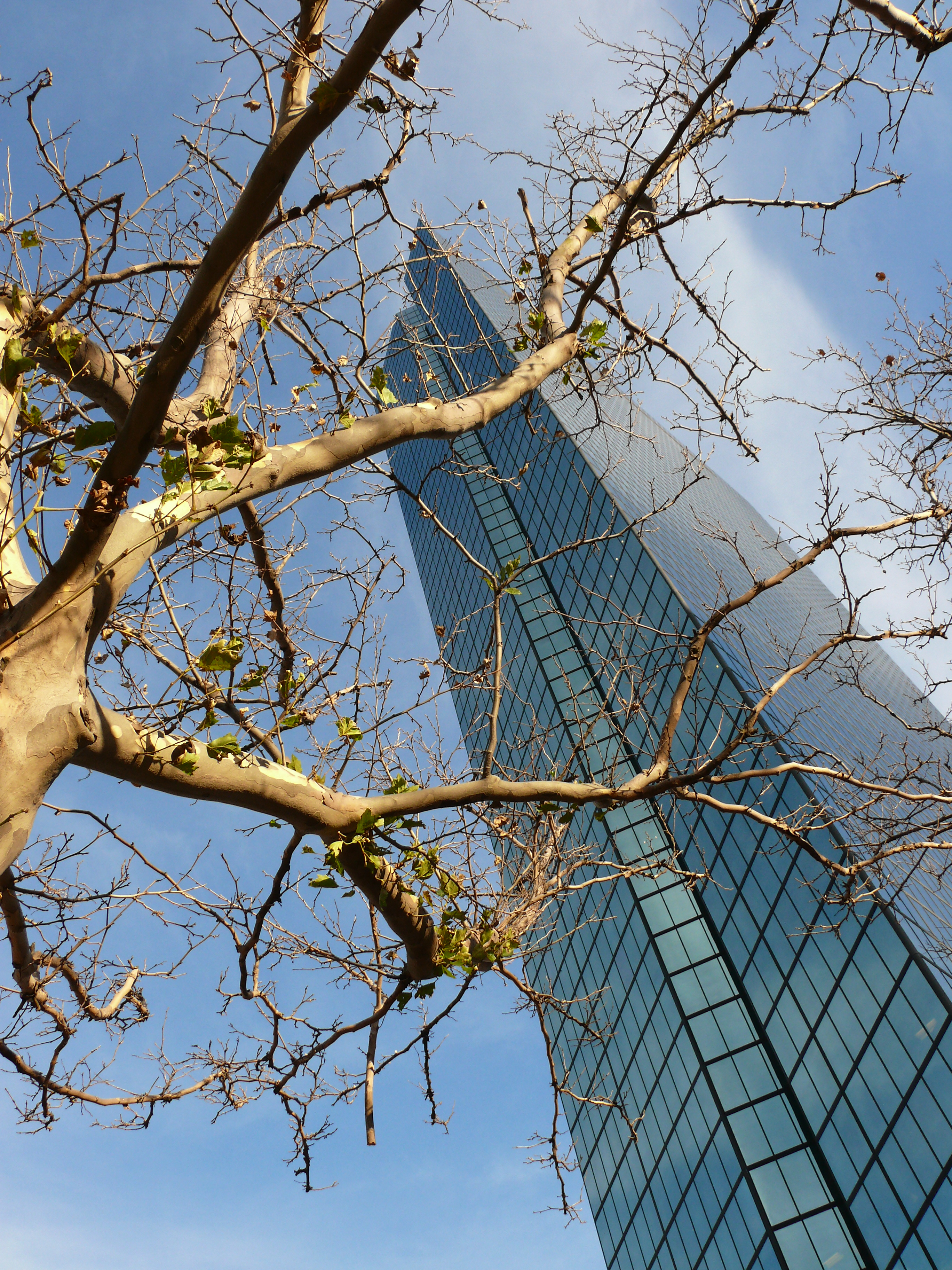
Preisträger 2011: John Hancock Tower, Boston

Der Twenty-five Year Award ist ein jährlich vom American Institute of Architects (AIA) auf dessen Hauptversammlung verliehener Architekturpreis, der auf die Beständigkeit des Baus und seines Konzepts ausgerichtet ist.

## Auswahlkriterien
Ausgezeichnet werden Gebäude, deren Fertigstellung über 25 Jahre – maximal 35 Jahre – her ist und deren Entwürfe sich als gut erwiesen haben, also ein gutes Beispiel für beständige Architektur sind. Voraussetzung ist, dass der entwerfende Architekt bei Fertigstellung in den Vereinigten Staaten zugelassen war, wodurch auch ausländische Architekten den Preis bekommen können. Es besteht hingegen keine Beschränkung, in welchem Land das Gebäude steht, auch wenn die Bauten mehrheitlich in den Vereinigten Staaten stehen. Das Gebäude muss im Sinne des Entwurfs vollständig erhalten sein und einen guten Zustand aufweisen. Änderungen in der Funktion sind teilweise gestattet.
Jedes AIA-Mitglied kann ein den Kriterien entsprechendes Gebäude vorschlagen. Auch wiederholte Vorschläge des gleichen Baus sind zugelassen, solange die Anforderungen erfüllt sind. Die Jury bewertet die Vorschläge unter Berücksichtigung aktueller Standards im Hinblick auf ihre Funktion, Ausführung und Kreativität. Die Bewertung betrifft sowohl das Gebäude als auch seinen Standort.

„The project must have excellence in function—in the distinguished execution of its original program and in the creative aspects of its statement by today's standards.“

## Ausgezeichnete Gebäude
Die Architekten Louis I. Kahn, Frank Lloyd Wright, I. M. Pei, Ludwig Mies van der Rohe und Eero Saarinen, Richard Meier, Robert Venturi sowie das Büro Skidmore, Owings & Merrill gewannen den Preis mehrfach.
Abgesehen von Preisträgern in Spanien, Saudi-Arabien, Frankreich, Japan und dem Vereinigten Königreich, stehen alle Gebäude in den Vereinigten Staaten.
| Jahr | Gebäude                                                                             | Bild | Architekten                                                                     |
| ---- | ----------------------------------------------------------------------------------- | --- | ------------------------------------------------------------------------------- |
| 1969 | Rockefeller Center New York City (New York), USA                                    | | Reinhard & Hofmeister und Corbett, Harrison & MacMurray                         |
| 1971 | Crow Island School Winnetka (Illinois), USA                                         | | Perkins, Wheeler & Will und Eliel & Eero Saarinen                               |
| 1972 | Baldwin Hills Village Los Angeles (Kalifornien), USA                                | | Reginald D. Johnson; Wilson, Merrill & Alexander; Clarence S. Stein             |
| 1973 | Taliesin West Paradise Valley (Arizona), USA                                        | | Frank Lloyd Wright                                                              |
| 1974 | Johnson and Son Administration Building Racine (Wisconsin), USA                     | | Frank Lloyd Wright                                                              |
| 1975 | Philip Johnson’s Residence („The Glass House“) New Canaan (Connecticut), USA        | | Philip Johnson                                                                  |
| 1976 | 860-880 North Lakeshore Drive Apartments Chicago (Illinois), USA                    | | Ludwig Mies van der Rohe                                                        |
| 1977 | Christ Lutheran Church Minneapolis (Minnesota), USA                                 | | Saarinen, Saarinen & Associates und Hills, Gilbertson & Hays                    |
| 1978 | Eames House Pacific Palisades (Kalifornien), USA                                    | | Charles und Ray Eames                                                           |
| 1979 | Yale University Art Gallery New Haven (Connecticut), USA                            | | Louis I. Kahn, FAIA                                                             |
| 1980 | Lever House New York City (New York), USA                                           | | Skidmore, Owings & Merrill                                                      |
| 1981 | Farnsworth House Plano (Illinois), USA                                              | | Ludwig Mies van der Rohe                                                        |
| 1982 | Equitable Savings and Loan Building Portland (Oregon), USA                          | | Pietro Belluschi, FAIA                                                          |
| 1983 | Price Tower Bartlesville (Oklahoma), USA                                            | | Frank Lloyd Wright                                                              |
| 1984 | Seagram Building New York City (New York), USA                                      | | Ludwig Mies van der Rohe                                                        |
| 1985 | General Motors Technical Center Warren (Michigan), USA                              | | Eero Saarinen and Associates mit Smith Hinchman & Grylls                        |
| 1986 | Solomon R. Guggenheim Museum New York City (New York), USA                          | | Frank Lloyd Wright                                                              |
| 1987 | Bavinger House Norman (Oklahoma), USA                                               | | Bruce Goff                                                                      |
| 1988 | Washington Dulles International Airport Terminal Building Chantilly (Virginia), USA | | Eero Saarinen and Associates                                                    |
| 1989 | Vanna Venturi House Chestnut Hill (Pennsylvania), USA                               | | Robert Venturi, FAIA                                                            |
| 1990 | Gateway Arch St. Louis (Missouri), USA                                              | | Eero Saarinen and Associates                                                    |
| 1991 | Sea Ranch Condominium One Sea Ranch (Kalifornien), USA                              | | Moore Lyndon Turnbull Whitaker                                                  |
| 1992 | Salk Institute for Biological Studies La Jolla (Kalifornien), USA                   | | Louis I. Kahn, FAIA                                                             |
| 1993 | Deere & Company Administrative Center Moline (Illinois), USA                        | | Eero Saarinen and Associates                                                    |
| 1994 | Haystack Mountain School of Crafts Deer Isle (Maine), USA                           | - | Edward Larrabee Barnes                                                          |
| 1995 | The Ford Foundation Headquarters New York City (New York), USA                      | | Kevin Roche John Dinkeloo & Associates                                          |
| 1996 | United States Air Force Academy Cadet Chapel Colorado Springs (Colorado), USA       | | Skidmore, Owings & Merrill                                                      |
| 1997 | Phillips Exeter Academy Library Exeter (New Hampshire), USA                         | | Louis I. Kahn, FAIA                                                             |
| 1998 | Kimbell Art Museum Fort Worth (Texas), USA                                          | | Louis I. Kahn, FAIA                                                             |
| 1999 | John Hancock Center Chicago (Illinois), USA                                         | | Skidmore, Owings & Merrill                                                      |
| 2000 | The Smith House Darien (Connecticut), USA                                           | - | Richard Meier & Partners                                                        |
| 2001 | Weyerhaeuser Headquarters Federal Way (Washington), USA                             | | Skidmore, Owings & Merrill                                                      |
| 2002 | Fundació Joan Miró Barcelona, Spanien                                               | | Sert Jackson and Associates                                                     |
| 2003 | Design Research Headquarters Building Cambridge (Massachusetts), USA                | | BTA Architects (formerly known as Benjamin Thompson & Associates)               |
| 2004 | East Building, National Gallery of Art Washington, D.C., USA                        | | I. M. Pei & Partners, Architects                                                |
| 2005 | Yale Center for British Art New Haven (Connecticut), USA                            | | Louis I. Kahn, FAIA                                                             |
| 2006 | Thorncrown Chapel Eureka Springs (Arkansas), USA                                    | | E. Fay Jones, FAIA                                                              |
| 2007 | Vietnam Veterans Memorial Washington, D.C., USA                                     | | Entworfen von Maya Lin                                                          |
| 2008 | Atheneum New Harmony (Indiana), USA                                                 | | Richard Meier & Partners                                                        |
| 2009 | Faneuil Hall Marketplace Boston (Massachusetts), USA                                | | Benjamin Thompson + Associates                                                  |
| 2010 | Haddsch-terminal am Flughafen Dschidda Dschidda, Saudi-Arabien                      | | Entworfen von den Chicagoer und New Yorker Büros von Skidmore, Owings & Merrill |
| 2011 | John Hancock Tower Boston (Massachusetts), USA                                      | | I.M. Pei & Partners                                                             |
| 2012 | Gehry Residence Santa Monica (Kalifornien), USA                                     | | Gehry Partners LLP                                                              |
| 2013 | Menil Collection Houston (Texas), USA                                               | | Renzo Piano Building Workshop LLP                                               |
| 2014 | Washington Metro Washington, D.C., USA                                              | Intersection of ceiling vaults at Metro Center station                                                                                                  | Harry Weese                                                                     |
| 2015 | Broadgate Exchange House London, Vereinigtes Königreich                             | Broadgate Exchange House | Skidmore, Owings & Merrill LLP                                                  |
| 2016 | Monterey Bay Aquarium Monterey (Kalifornien), USA                                   | Haupteingang des Monterey Bay Aquariums and the smokestacks on its roof resemble the former Hovden Cannery that it replaced                             | EHDD                                                                            |
| 2017 | Grand Louvre – Phase 1 Paris, Frankreich                                            | Nighttime scene of the Louvre courtyard in Paris, with the iconic glass pyramid designed by I.M. Pei in the foreground and the palace in the background | Pei Cobb Freed & Partners                                                       |
| 2018 | Keine Verleihung                                                                    | Keine Verleihung | Keine Verleihung                                                                |
| 2019 | Sainsbury-Flügel der National Gallery (London) London, Vereinigtes Königreich       | National Gallery London Sainsbury Wing | Robert Venturi, Scott Brown and Associates                                      |
| 2020 | Conjunctive Points-The New City Culver City (Kalifornien), USA                      | | Eric Owen Moss Architects                                                       |
| 2021 | Burton Barr Central Library Phoenix (Arizona), USA                                  | Burton Barr Central Library | Will Bruder                                                                     |
| 2022 | Chapel of St. Ignatius Seattle (Washington), USA                                    | Chapel of St. Ignatius | Steven Holl Architects                                                          |
| 2023 | Guggenheim-Museum Bilbao Bilbao, Spanien                                            | Guggenheim-Museum Bilbao | Gehry Partners, LLP                                                             |
| 2024 | Tokyo International Forum Tokio, Japan                                              | Tokyo International Forum | Rafael Viñoly Architects                                                        |